# Canyelles
Canyelles település Spanyolországban, Barcelona tartományban. Lakosainak száma 5367 fő (2024).

## Földrajza
Canyelles Vilanova i la Geltrú, Sant Pere de Ribes, Olèrdola, Olivella és Castellet i la Gornal községekkel határos.

## Népesség
A település lakosságának változását az alábbi diagram mutatja:
| Lakosok száma | 212  | 647  | 441  | 391  | 597  | 2808 | 4104 | 4345 | 4647 | 5367 |
|               | 1717 | 1887 | 1936 | 1960 | 1986 | 2004 | 2009 | 2014 | 2019 | 2024 |